# العلاقات الصومالية الباربادوسية
العلاقات الصومالية الباربادوسية هي العلاقات الثنائية التي تجمع بين الصومال وباربادوس.

## مقارنة بين البلدين
هذه مقارنة عامة ومرجعية للدولتين:
| وجه المقارنة                                              | الصومال                        | باربادوس       |
| --------------------------------------------------------- | ------------------------------ | -------------- |
| المساحة (كم2)                                             | 637.66 ألف                     | 439            |
| عدد السكان (نسمة)                                         | 14.74 مليون                    | 285.72 ألف     |
| الكثافة السكانية (ن./كم²)                                 | 23.12                          | 65.08 ألف      |
| العاصمة                                                   | مقديشو                         | بريدج تاون     |
| اللغة الرسمية                                             | اللغة الصومالية، اللغة العربية | لغة إنجليزية   |
| العملة                                                    | شلن صومالي                     | دولار بربادوسي |
| الناتج المحلي الإجمالي (بليون دولار)                      | 7.37 مليار                     | 4.80 مليار     |
| الناتج المحلي الإجمالي (تعادل القوة الشرائية) بليون دولار |                                | 4.66 مليار     |
| الناتج المحلي الإجمالي الاسمي للفرد دولار أمريكي          | 549                            | 15.43 ألف      |
| الناتج المحلي الإجمالي للفرد دولار أمريكي                 |                                | 16.06 ألف      |
| مؤشر التنمية البشرية                                      |                                | 0.795          |
| رمز المكالمات الدولي                                      | +252                           | +1246          |
| رمز الإنترنت                                              | .so                            | .bb            |
| المنطقة الزمنية                                           | ت ع م+03:00                    | 00             |

## منظمات دولية مشتركة
يشترك البلدان في عضوية مجموعة من المنظمات الدولية، منها:
| علم المنظمة | اسم المنظمة                                 | تاريخ انضمام الصومال | تاريخ انضمام باربادوس |
| ----------- | ------------------------------------------- | -------------------- | --------------------- |
|             | مؤسسة التنمية الدولية                       | 31 أغسطس 1962        | 29 سبتمبر 1999        |
|             | يونسكو                                      | 15 نوفمبر 1960       | 24 أكتوبر 1968        |
|             | الأمم المتحدة                               | 20 سبتمبر 1960       | 9 ديسمبر 1966         |
|             | مجموعة دول أفريقيا والكاريبي والمحيط الهادئ | ?                    | ?                     |
|             | الاتحاد البريدي العالمي                     | ?                    | ?                     |
|             | البنك الدولي للإنشاء والتعمير               | 31 أغسطس 1962        | 12 سبتمبر 1974        |
|             | الاتحاد الدولي للاتصالات                    | 28 سبتمبر 1962       | 16 أغسطس 1967         |
|             | منظمة حظر الأسلحة الكيميائية                | ?                    | ?                     |
|             | مؤسسة التمويل الدولية                       | 31 أغسطس 1962        | 25 يونيو 1980         |
|             | المركز الدولي لتسوية المنازعات الاستشارية   | 30 مارس 1968         | 1 ديسمبر 1983         |
|             | منظمة الشرطة الجنائية الدولية               | ?                    | ?                     |

## وصلات خارجية
- موقع وزارة الخارجية الصومالية
- موقع وزارة الخارجية الباربادوسية